# Adrian Hayes
Adrian "Adi" Hayes (22 tháng 5 năm 1978 – 18 tháng 8 năm 2014) là một cầu thủ bóng đá người Anh thi đấu ở Football League cho Cambridge United ở vị trí Tiền vệ, và sau đó thi đấu cho nhiều câu lạc bộ non-league, chủ yếu ở Đông Anglia và phía Đông Nam.
Anh mất vào tháng 8 năm 2014 ở tuổi 36 do khối u não.